# Яшич, Адис
А́дис Я́шич (нем. Adis Jasic; род. 12 февраля 2003, Санкт-Файт-ан-дер-Глан, Каринтия) — австрийский футболист, полузащитник клуба «Вольфсберг».

## Клубная карьера
Яшич — воспитанник клубов «Сент-Вейт», «Вёлькермарт» и «Вольфсберг». В 2020 году получения игровой практики Адис начал выступать за дублирующий состав последних. 21 апреля 2021 года в матче против «Штурма» он дебютировал в австрийской Бундеслиге. 7 ноября в поединке против венского «Рапида» Адис забил свой первый гол за «Вольфсберг».

## Международная карьера
В 2022 году Яшич в составе юношеской сборной Австрии принял участие в юношеском чемпионате Европы в Словакии. На турнире он сыграл в матчах против команд Англии, Израиля и Сербии. В поединке против израильтян Адис забил гол. 